# Shemsu-Hor
Gli Shemsu-Hor o compagni di Horo 
| G5 | T18 | G43 |

 s<ms H.r 
erano Akh luminosi, personaggi dalla natura semi-divina,  che costituivano il seguito del dio ed erano adorati in tutti i suoi templi. Oltre ad accompagnare la divinità, avevano anche il compito di purificare il sovrano defunto durante il suo viaggio e di accoglierlo nell'Oltretomba.

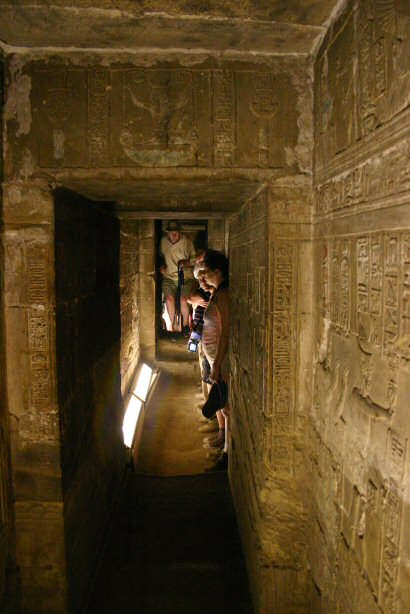
Le cripte del tempio di Dendera

Manetone, così narrato da Eusebio di Cesarea, classificò l'ancestrale storia egizia in quattro periodi:

1) Regno degli dèi

2) Regno dei semidei
 
3) Regno degli spiriti venerabili

4) Regno dei sovrani umani
Gli Shemsu-Hor erano gli Spiriti venerabili dei successori di Horo, dal quale derivò la titolatura reale dei sovrani e sono considerati la transizione tra i primi due regni e quello 
dei sovrani umani. Avevano come emblema il canide nero, Upuaut.
L'egittologo Kurt Sethe ha individuato negli Shemsu-Hor,  gli antichi sovrani di Ieracompoli e di Buto la cui storia è narrata in un papiro geroglifico di epoca romana che tratta di tradizioni e leggende popolari. Questi sovrani erano preistorici adoratori di Aton nei tempi in cui ancora non si costruivano templi solari e forse erano poco conosciuti persino agli stessi egizi.
Alcuni sovrani della dinastia 0, sono chiamati nel Papiro di Torino ed in altre fonti egizie, Shemsu-Hor e presentano nel loro serekht l'immagine di un falco.
Nel tempio di Hathor a Dendera, di epoca tolemaica, alcune iscrizioni trattano di eventi avvenuti da epoche remote al sovrano Pepi I della VI dinastia e confermano così anche l'esistenza di un tempio ben più antico.
In particolare le iscrizioni in una delle cripte parlano del periodo predinastico e dei leggendari Shemsu-Hor. Le parole degli antichi Egizi pervenute fino a noi, ci dicono che furono questi ultimi che progettarono il tempio e la citazione precisa che il sovrano Thutmose III volle erigere l'edificio avendo ritrovato nella città di Dendera degli arcaici disegni del progetto eseguiti sia su rotolo di pelle del periodo degli Shemsu-Hor sia riprodotti sull'antico muro del lato sud già edificato da Pepi I.